# 科爾多瓦區
科爾多瓦區（西班牙語：Distrito de Córdova），是秘魯的一個區，位於該國中南部萬卡韋利卡大區的瓦伊塔拉省，面積104.59平方公里，海拔高度3,216米，2005年人口2,404，人口密度每平方公里23人。